# فهرست دانشگاه‌ها در اتریش
فهرستی از نام مهم‌ترین دانشگاه‌های کشور اتریش:

## وین
- دانشگاه‌های دولتی:
  - دانشگاه وین
  - دانشگاه اقتصاد وین
  - دانشگاه صنعتی وین
  - دانشگاه موسیقی و هنرهای نمایشی وین
  - دانشگاه هنرهای کاربردی وین
  - دانشگاه هنرهای زیبای وین
  - دانشگاه علوم پزشکی وین
  - دانشگاه علوم دامی وین
  - دانشگاه بودن کولتور وین
  - مرکز زیستی وین
  - مرکز پزشکی مولکولی وین
  - دانشگاه علوم کاربردی تکنیکوم وین
  - دانشگاه علوم کاربردی کامپوس وین
- دانشگاه‌های خصوصی:
  - دانشگاه زیگموند فروید

## تیرول
- دانشگاه اینسبروک

## اشتایرمارک
- دانشگاه گراتس
- دانشگاه صنعتی گراتس

## زالتسبورگ
- دانشگاه زالتسبورگ